# Espresso House
Pour les articles homonymes, voir Espresso.
Espresso House est une chaîne de salons de café suédoise. L'enseigne possède environ 200 magasins en Suède et est implantée en Norvège, en Finlande, au Danemark, et en Allemagne. Fondée en 1996, Espresso House propose des boissons chaudes, froides, des pâtisseries et des en-cas salés. Contrairement à d'autres chaînes, les salons Espresso House ne sont pas franchisés et appartiennent tous à la compagnie,.